# フィンセント・ファン・デル・フィンネ
フィンセント・ローレンスゾーン・ファン・デル・フィンネ（Vincent Laurensz. van der Vinne、1628年10月11日(洗礼日）- 1702年7月26日）はオランダの画家、版画家である。

## 略歴
ハールレムで生まれた。1647年に9カ月ほどハールレムの画家、フランス・ハルスの工房で弟子として学んだ 。1649年にハールレムの聖ルカ組合に登録され、1652年8月までハールレムで働いた後、仲間の画家、コルネリス・ベガ、ディルク・ヘルムブレーケル、ギヨーム・ドゥ・ボワとドイツを巡る修行の旅に出た。ケルンでアブラハム・カイペル(Abraham Kuyper: fl. 1605-1652）という画家を訪ねた記録が残っている。現在も残されているファン・デル・フィンネの日記によれば、ハイデルベルク、フランクフルトを訪れた後、仲間がオランドに戻った後も、旅を続け、スイスに入り、1653年から1654年までジュネーブに滞在した。スイスから、リヨン、パリ、ル・アーヴルなどに滞在しながら、ハールレムには1655年の9月に戻った。翌年、結婚した。
1680年の夏にも、オランダの北部を旅し、さまざまな場所の風景のスケッチを残した。ヴァニタスに分類される静物画も残し、趣向としてガラス球に映る自分の姿や、肖像版画を絵の中に描いた 。
ハールレムで没した。 息子のLaurens Vincentsz. van der Vinne (1658-1729)、Jan Vincentsz. van der Vinne (1663-1721)、Isaac Vincentsz. van der Vinne (1665-1740)も画家になった。

## 作品

### 油絵

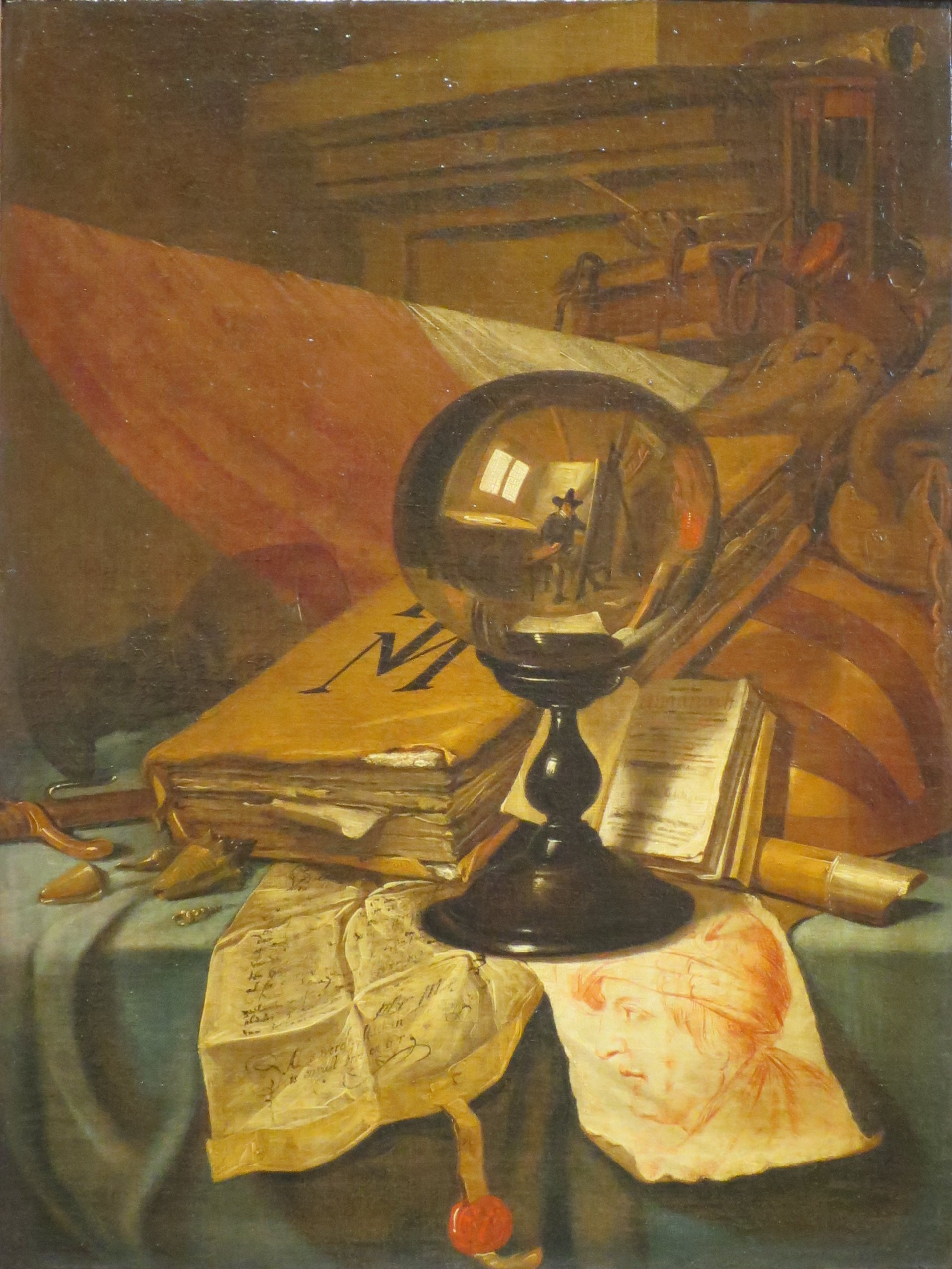
「ヴァニタス」 プーシキン美術館蔵
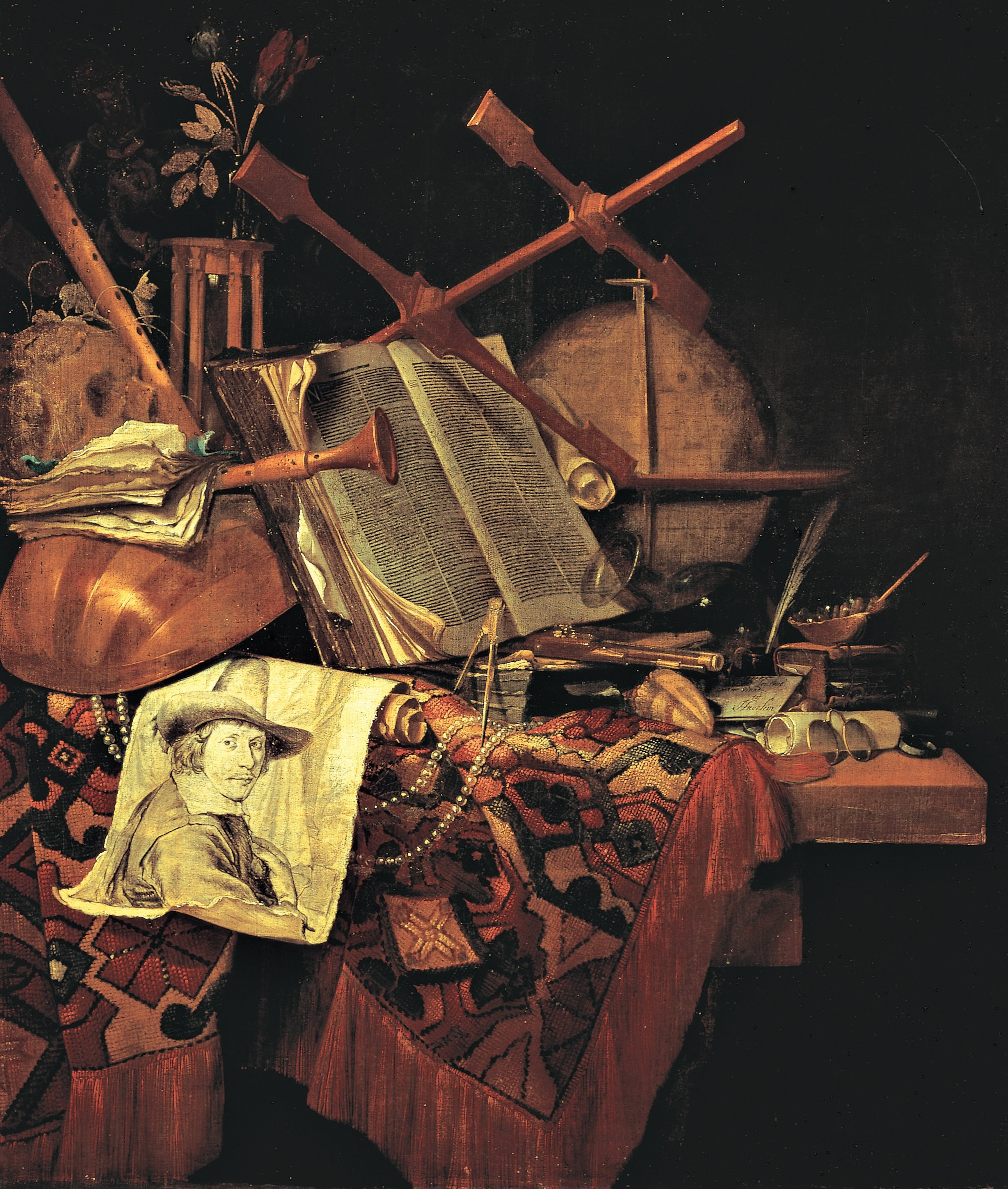
画家の肖像画のある静物画 フランス・ハルス美術館蔵
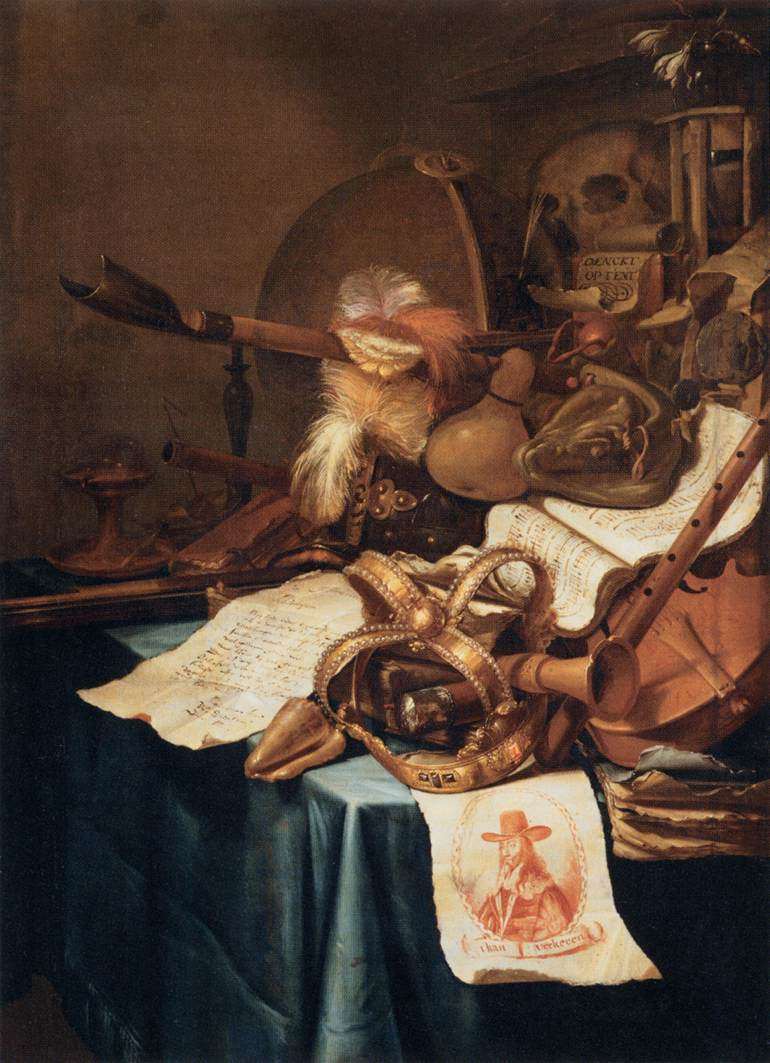
王冠のあるヴァニタス ルーヴル美術館蔵
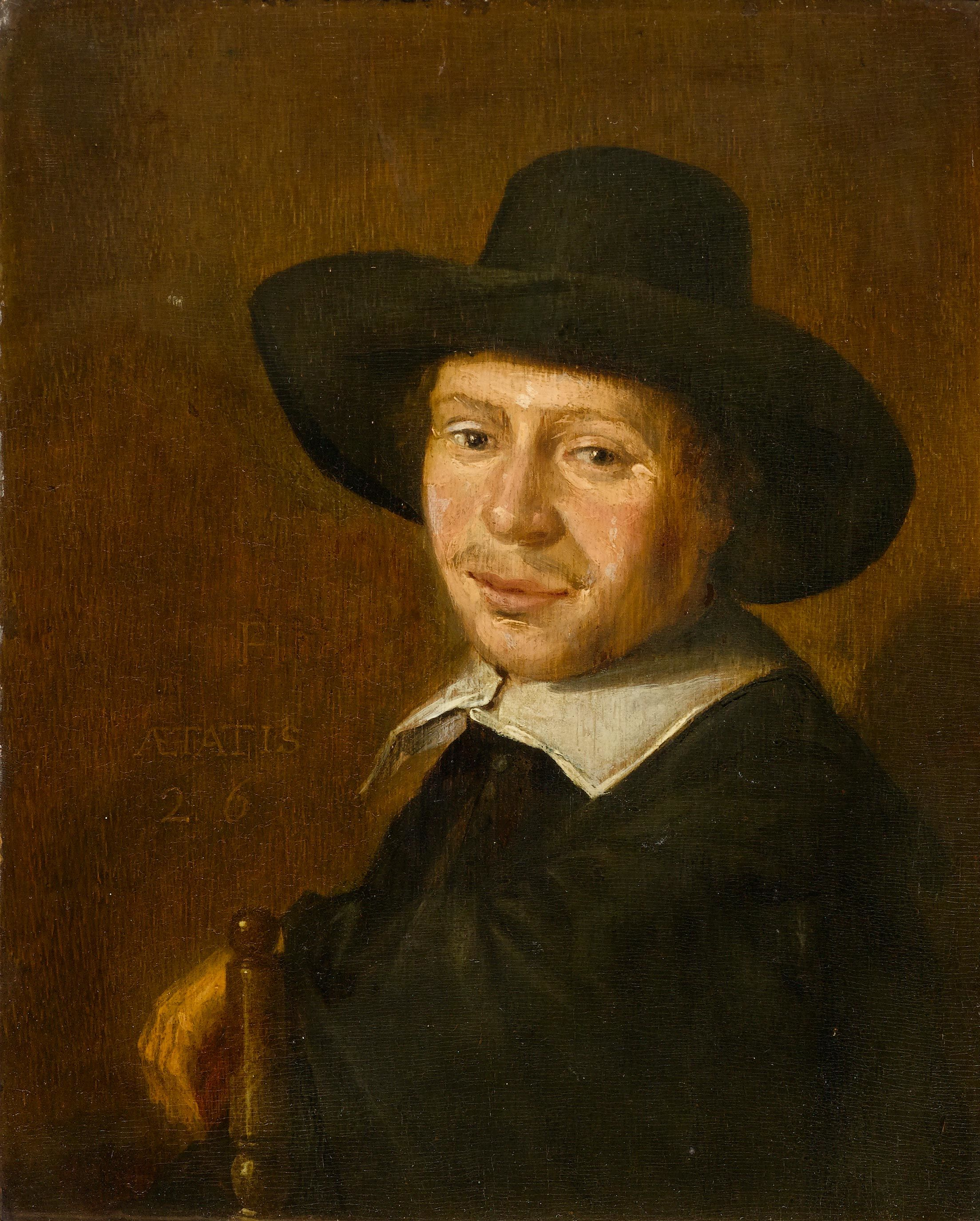
息子Isaac (1665-1740)の肖像画

### 版画/素描

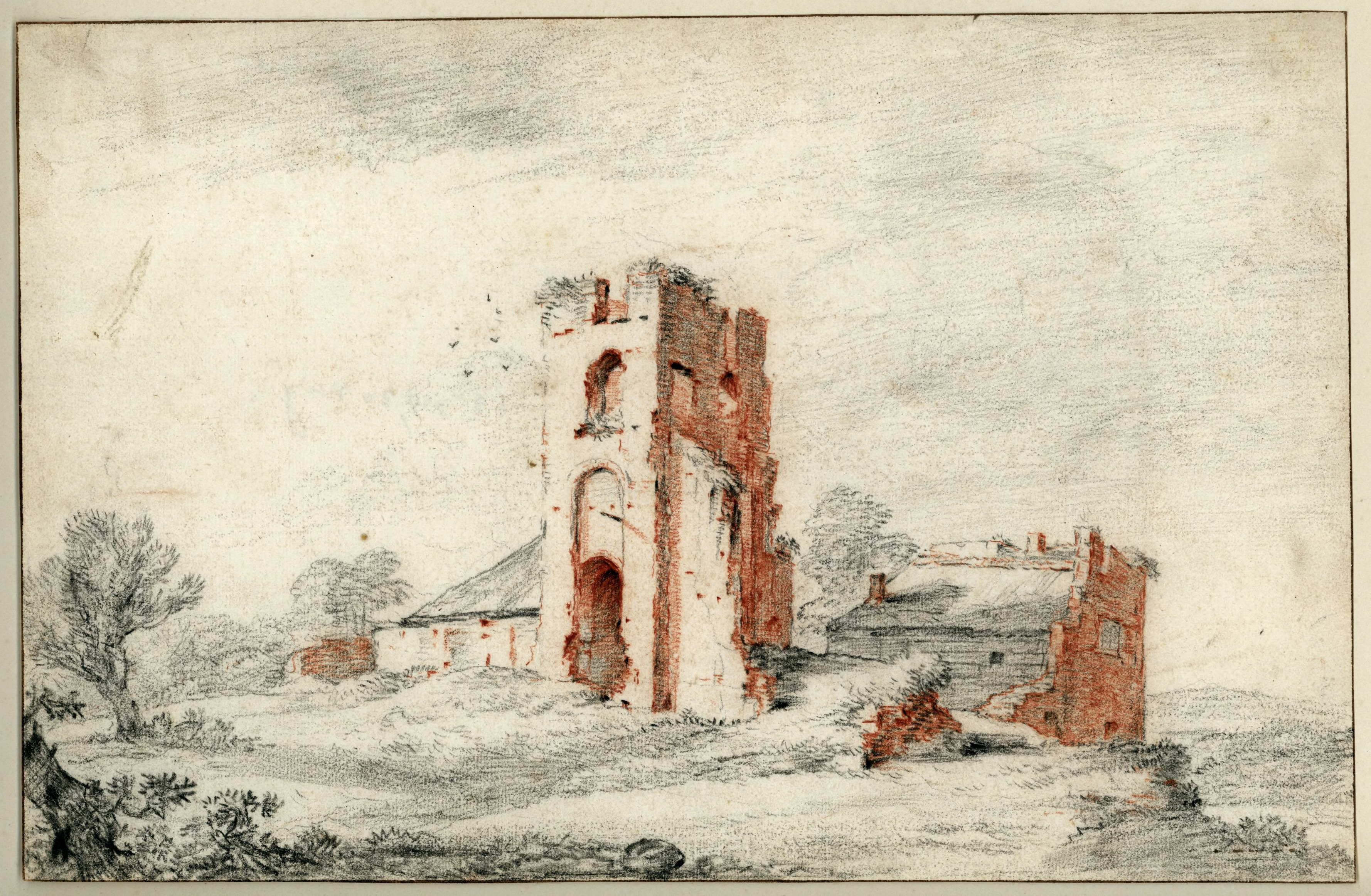
ブレデローデ城の遺跡
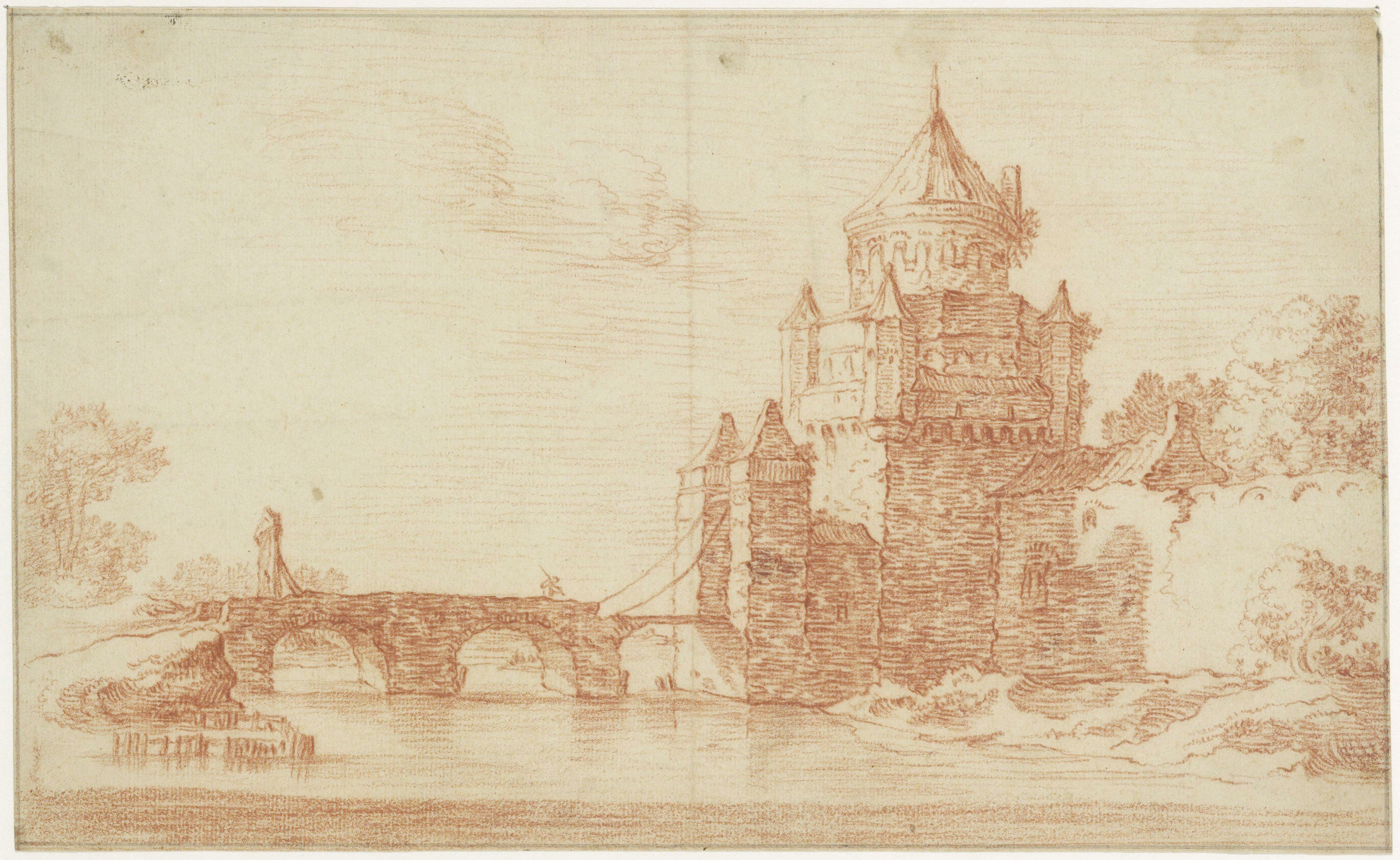
Kleine Houtpoort
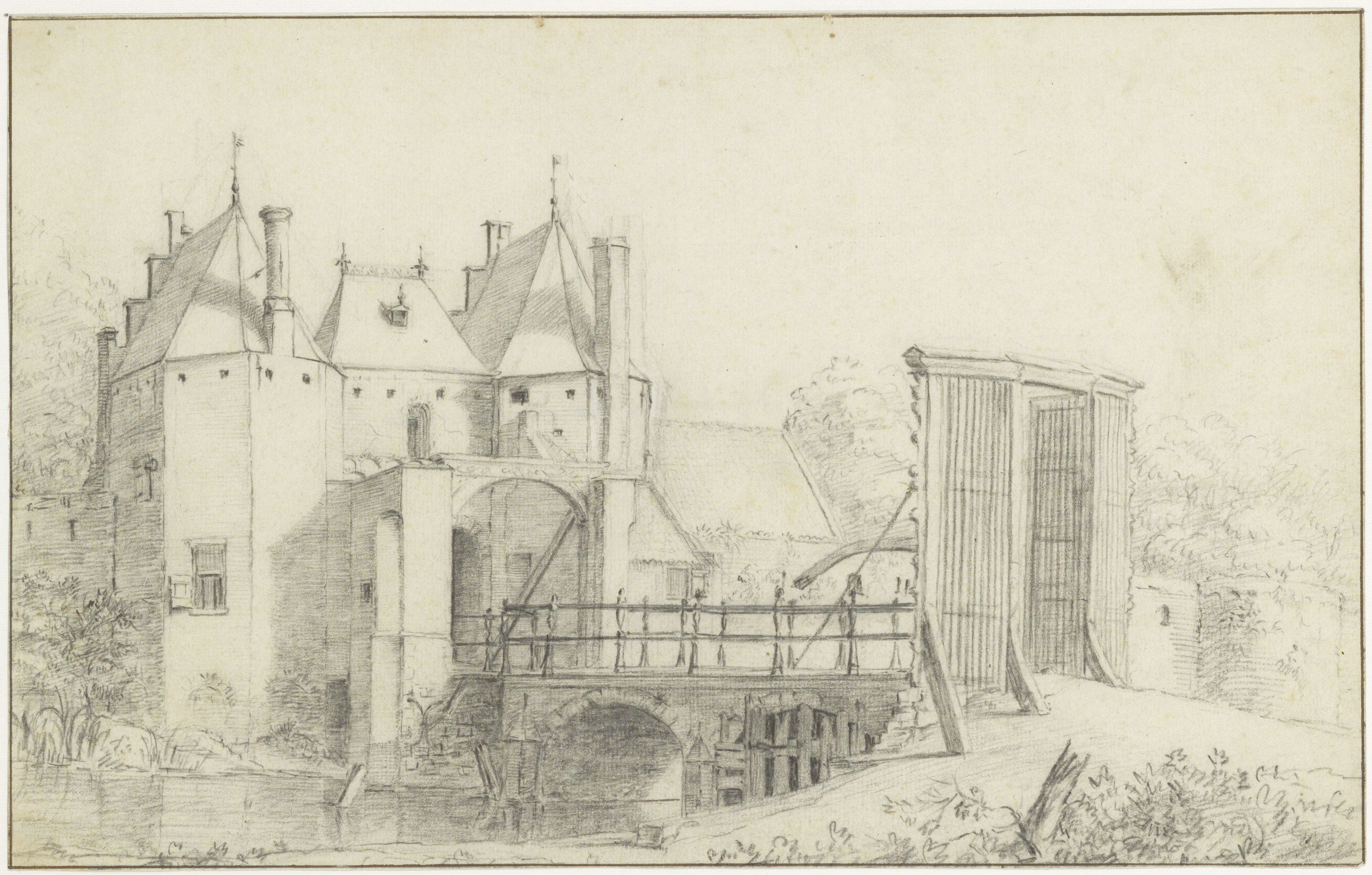